# Les Sorciers du Tage
Les Sorciers du Tage est le 40e roman de la série SAS, écrit par Gérard de Villiers et publié en juillet 1975 chez Plon / Presses de la Cité. Comme tous les SAS parus au cours des années 1970, le roman a été édité lors de sa publication en France à 100 000 exemplaires.
L'action se déroule à Lisbonne en mai/juin 1975, environ un an après la révolution des Œillets (25 avril 1974) et quelques semaines après une tentative de coup d’État de l'extrême-droite (11 mars 1975). Le pays est alors en pleine effervescence.
Le roman a été réédité en 1990 puis en 1996.

## Personnages
- Malko Linge : Autrichien, « agent contractuel » de la CIA, héros du roman.
- David Wise : directeur-adjoint de la Division des opérations secrètes à la CIA.

## Résumé
Alfonso et Guadalupe sont des informateurs de la CIA, mais est-ce pour cela que des soldats leur ont tiré dessus ? 
Dans le même temps Natalia Grifanov, femme d’un membre du KGB à Lisbonne, a fait part de son désir de passer à l’Ouest.

## Autour du roman
Gérard de Villiers écrit toujours « Natalia Grifanov » ; il eût été plus conforme d’écrire « Natalia Grifanova », les noms russes s’accordant en genre.